# Melanerpes
Genre
Le genre Melanerpes comprend 24 espèces de pics endémiques des zones néarctiques (Amérique du Nord) et néotropicales (Antilles, Amérique centrale et du Sud).

## Dénomination
Le nom du genre Melanerpes vient du grec melas signifiant « noir » et herpēs signifiant « grimpeur ». 

## Liste des espèces
D'après la classification de référence (version 2.3, 2009) du Congrès ornithologique international (ordre phylogénique) :
- Melanerpes candidus – Pic dominicain
- Melanerpes lewis – Pic de Lewis
- Melanerpes herminieri – Pic de Guadeloupe
- Melanerpes portoricensis – Pic de Porto Rico
- Melanerpes erythrocephalus – Pic à tête rouge
- Melanerpes formicivorus – Pic glandivore
- Melanerpes cruentatus – Pic à chevron d'or
- Melanerpes flavifrons – Pic à front jaune
- Melanerpes chrysauchen – Pic masqué
- Melanerpes pulcher – Pic splendide
- Melanerpes pucherani – Pic de Pucheran
- Melanerpes cactorum – Pic des cactus
- Melanerpes striatus – Pic d'Hispaniola
- Melanerpes radiolatus – Pic de Jamaïque
- Melanerpes chrysogenys – Pic élégant
- Melanerpes hypopolius – Pic alezan
- Melanerpes pygmaeus – Pic du Yucatan
- Melanerpes rubricapillus – Pic à couronne rouge
- Melanerpes uropygialis – Pic des saguaros
- Melanerpes hoffmannii – Pic de Hoffmann
- Melanerpes aurifrons – Pic à front doré
- Melanerpes santacruzi – (?)
- Melanerpes carolinus – Pic à ventre roux
- Melanerpes superciliaris – Pic à sourcils noirs